# Majmud Sabyrjan
Majmud Sabyrjan (en kazajo: Махмуд Сабырхан; 9 de septiembre de 2001) es un deportista kazajo que compite en boxeo. Ganó dos medallas en el Campeonato Mundial de Boxeo Aficionado, en los años 2021 y 2023, ambas en la categoría de 54 kg.

## Palmarés internacional
| Campeonato Mundial | Campeonato Mundial   | Campeonato Mundial | Campeonato Mundial |
| Año                | Lugar                | Medalla            | Categoría          |
| ------------------ | -------------------- | ------------------ | ------------------ |
| 2021               | Belgrado (Serbia)    | Medalla de plata   | 54 kg              |
| 2023               | Taskent (Uzbekistán) | Medalla de oro     | 54 kg              |